# Villa Waldberta

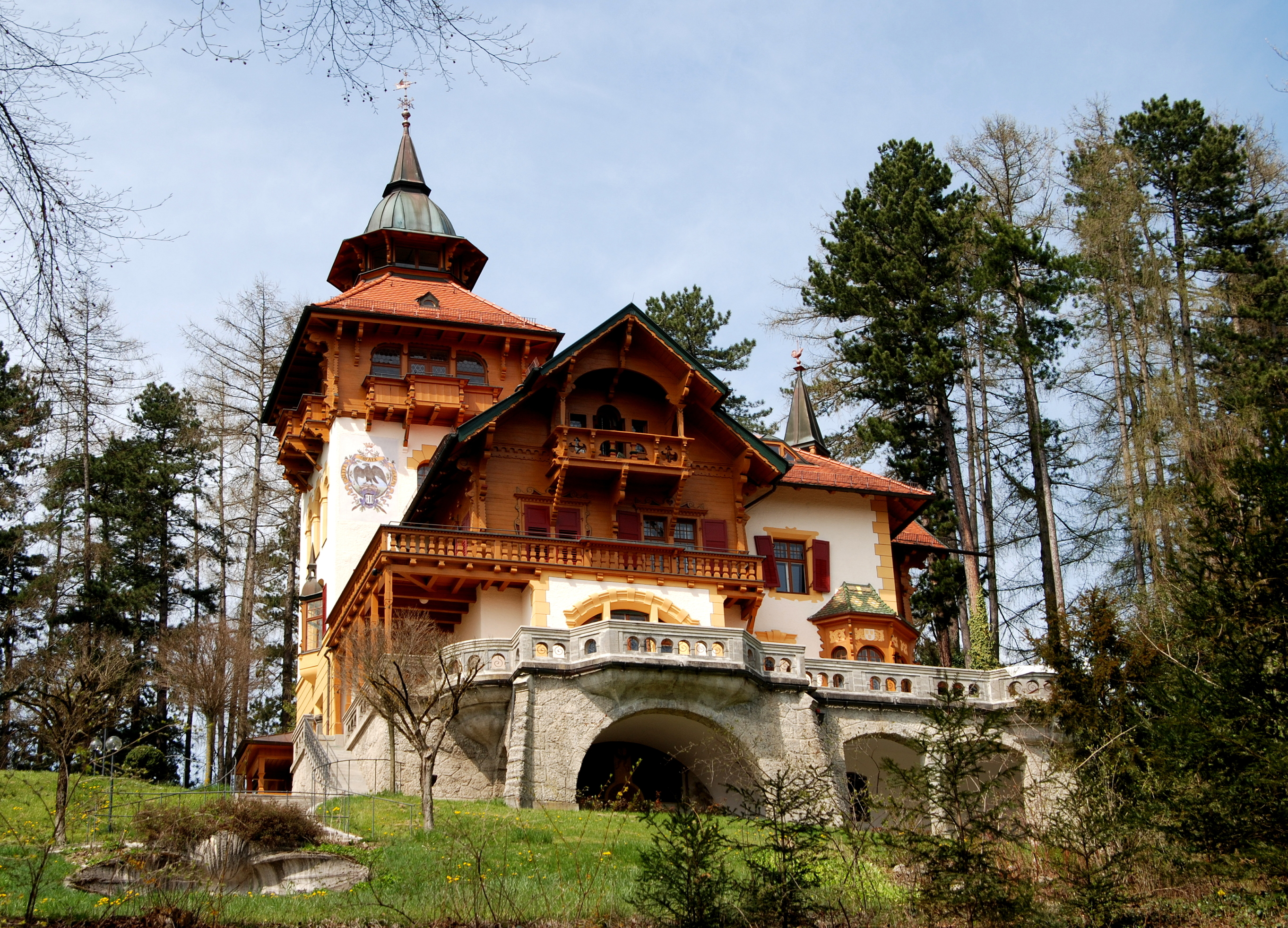
A Villa Waldberta em Feldafing.

A Residência dos Artistas da Villa Waldberta (em alemão:  Künstlervilla Waldberta) é uma propriedade histórica em Feldafing, na Baviera, no sudeste da Alemanha. A vila, juntamente com Ebenböckhaus em Pasing, acomoda o programa de artistas residentes da cidade de Munique. A Villa Waldberta foi concluída em 1902 no estilo historicista.

## História

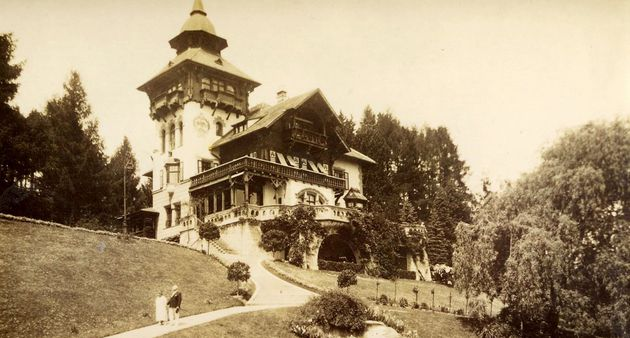
A Villa Waldberta por volta de 1910.

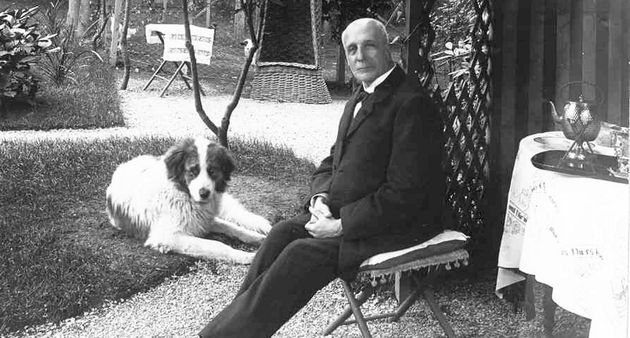
Albertus Willem Sijthoff na Villa Waldberta, por volta de 1910.

Projetada pelo arquiteto Baierle, a Villa Felsenheim foi construída em 1901-1902 por Heilmann &amp; Littmann em nome do banqueiro e escritor Bernhard Wilhelm Schuler. Schuler a vendeu no ano seguinte para o editor holandês Albertus Willem Sijthoff, que redesenhou os 22.000 m2 (5,4 acres) do parque e o renomeou Waldbert, em homenagem à sua esposa, Waldina.
O colecionador de arte de Dresden, Carl Hugo Smeil, comprou a propriedade em 1917; em 1925, ela foi vendida ao médico germano-americano Franz Koempel e sua esposa, Bertha, que a renomearam Waldberta para refletir seu nome. Os Koempels retornaram aos Estados Unidos em 1939, com a eclosão da Segunda Guerra Mundial. Em 1942, os nazistas declararam a vila "propriedade inimiga" e a usaram como hospital militar. A vila foi confiscada pelo Exército dos EUA em 1945 e foi usada para abrigar refugiados e sobreviventes do Holocausto; entre 50 e 70 pessoas viveram lá no início da década de 1950.
Em 1953, a Villa Waldberta foi devolvida à sua proprietária, agora viúva, Bertha Koempel, que a utilizou como casa de verão até à sua morte em 1966. Ela legou a villa à cidade de Munique, a fim de "promover a arte e a cultura, mantendo ao mesmo tempo o carácter da propriedade como um monumento ao passado e ao presente". De 1966 a 1973, a cidade de Munique alugou a vila para Willi Daume em preparação para os Jogos Olímpicos de Verão de 1972. Durante os Jogos, Willy Brandt residiu na vila e hospedou dignitários como Henry Kissinger, Edward Heath e Georges Pompidou. De 1974 a 1982, a Villa Waldberta foi usada por uma associação educacional Montessori para seminários e retiros.

## Uso moderno
A cidade de Munique patrocina a vila, localizada no Lago Starnberg, como residência artística desde 1983. O programa de residências foi reformulado em 2004, quando uma nova diretora, Karin Sommer, expandiu o escopo para artistas que contribuíam para projetos da cidade de Munique. A vila contém seis apartamentos mobiliados e dois estúdios disponíveis para residências de dois a três meses, para uma variedade de artistas, incluindo músicos, pintores, fotógrafos, poetas, escultores e cineastas. O programa conta com parcerias de museus e também de organizações como o Goethe-Institut e o Institut Français.
A Villa Waldberta foi oferecida como residência a autores perseguidos pelo programa Escritores no Exílio do Centro PEN da Alemanha. A poetisa bielorrussa Volha Hapeyeva residiu lá em 2020.

## Links externos
- Sítio oficial

47° 56′ 39″ N, 11° 17′ 38″ L